# 北村茂男
北村 茂男（きたむら しげお、1945年（昭和20年）11月8日 ‐ ）は、日本の政治家。
環境副大臣（第2次安倍改造内閣・第3次安倍内閣）、総務大臣政務官兼内閣府大臣政務官（第2次安倍内閣）、衆議院議員（4期）、衆議院農林水産委員長、第73代石川県議会議長、石川県議会議員（7期）を歴任した。藍綬褒章受章（地方自治功労）。

## 概要
石川県輪島市出身。石川県立輪島高等学校を経て明治大学経営学部卒業。
旧石川2区選出の衆議院議員稲村左近四郎の秘書を経て、29歳の時に石川県議会議員選挙に自由民主党から出馬し初当選。自民党石川県支部連合会会長や幹事長、政調会長、総務会長を歴任した。また県議会運営委員長、石川県議会最大会派「拓政会」の会長を務めた。
2003年の第43回衆議院議員総選挙において、石川3区選出の瓦力を自民党が公認することに批判的だったが最終的に容認。2005年の第44回衆議院議員総選挙では、瓦がコスタリカ方式の導入を条件に比例区転出を承諾したことに伴い、自身が石川3区より出馬し小選挙区で初当選。
2009年の第45回衆議院議員総選挙では、民主党の近藤和也に敗れたが比例復活し2選。
2012年12月の第46回衆議院議員総選挙では、前回敗れた近藤を比例復活も許さず破り、3選。選挙後に発足した第2次安倍内閣で総務大臣政務官兼内閣府大臣政務官に就任（2013年9月に退任）。
2014年9月3日、第2次安倍改造内閣で環境副大臣に就任。同年12月の第47回衆議院議員総選挙では、再び近藤を比例復活を許さず破り、4選。
2016年9月、衆議院農林水産委員長に就任。
2017年10月、衆議院解散に伴う第48回衆議院議員総選挙で、政界引退を表明。後継に、石川県議会議員の西田昭二を迎え、政界を引退した。
2018年春の叙勲で旭日重光章を受章。

## 政策
- 憲法改正に賛成[4]。
- 集団的自衛権の行使を禁じた政府の憲法解釈を見直すことに賛成[4]。
- 日本の核武装について検討すべきでないとしている[4]。
- 女性宮家の創設に反対[4]。
- 日本のTPP参加に反対[4]。
- 日本軍が慰安婦を強制連行したとする主張を否定している[5]。
- 選択的夫婦別姓法案に反対[6][7]。

## 政治献金問題
- 日本共産党の機関紙しんぶん赤旗に、2011年～2012年におきた北陸新幹線の融雪工事をめぐる談合事件で公正取引委員会の強制調査を受けた業者から、2011年と2012年に100万円の献金を受けとっていたと報じられた[8]。

## エピソード
- 2014年の第186回国会において、大臣、副大臣、政務官、補佐官、議長、副議長、委員長のいずれの要職にもついていなかったのみならず、質問、議員立法、質問主意書提出のいずれもなかったことが指摘された[9][10]。

## 略歴
- 1945年（昭和20年）11月8日 - 出生。
- 1964年（昭和39年）3月 - 石川県立輪島高等学校卒業。
- 1968年（昭和43年）3月 - 明治大学経営学部卒業。
- 1975年（昭和50年）4月 - 石川県議会議員選挙（輪島市選挙区・自由民主党公認）1期目当選。
- 1979年（昭和54年）4月 - 石川県議会議員選挙（輪島市選挙区・自民党公認）落選。
- 1983年（昭和58年）4月 - 石川県議会議員選挙（輪島市選挙区・自民党公認）2期目当選。
- 1987年（昭和62年）4月 - 石川県議会議員選挙（輪島市選挙区・自民党公認）3期目当選。
- 1991年（平成3年）4月 - 石川県議会議員選挙（輪島市選挙区・自民党公認）4期目当選（無投票[11]）。
- 1994年（平成6年）9月 - 石川県議会議長就任。
- 1995年（平成7年）4月 - 石川県議会議員選挙（輪島市選挙区・自民党公認）5期目当選（無投票[11]）。5月、石川県議会議会運営委員長、石川県監査委員就任。
- 1999年（平成11年）4月 - 石川県議会議員選挙（輪島市選挙区・自民党公認）6期目当選。8,449票[11]。
- 2003年（平成15年）4月 - 石川県議会議員選挙（輪島市選挙区・自民党公認）7期目当選。10,036票[11]。
- 2005年（平成17年）9月11日 - 第44回衆議院議員総選挙（石川3区、自民党公認・公明党推薦）1期目当選。116,215票。
- 2009年（平成21年）8月30日 - 第45回衆議院議員総選挙（石川3区、自民党公認・公明党推薦[12]）比例北陸信越ブロックで2期目当選。98,799票。
- 2012年（平成24年）12月16日 - 第46回衆議院議員総選挙（石川3区、自民党公認・公明党推薦）3期目当選。89,266票。
- 2014年（平成26年）12月14日 - 第47回衆議院議員総選挙（石川3区、自民党公認・公明党推薦）4期目当選。71,384票。

## 主な所属団体・議員連盟
- 自民党たばこ議員連盟[13]
- 自由民主党たばこ特別委員会
- 伝統と創造の会（副会長）
- 創生「日本」
- みんなで靖国神社に参拝する国会議員の会
- 国家主権と国益を守るために行動する議員連盟
- 日本教職員組合問題究明議員連盟
- 神道政治連盟国会議員懇談会
- 日本会議国会議員懇談会
- 日韓議員連盟
- 高速道路建設推進議員連盟
- トラック輸送振興議員連盟
- TPP交渉における国益を守り抜く会